# Purépero de Echáiz
Purépero de Echáiz es una población del estado mexicano de Michoacán, cabecera del municipio de Purépero.

## Toponimia
El nombre «Purépero» se interpreta como ‘lugar de plebeyos’, ‘los que están de visita’ o ‘donde hay indios’. En lengua purépecha los vocablos p'urhénguarhiri y p'urhénguarhini significan ‘visitante’ y ‘visitar’.
El complemento «Echáiz» proviene de una decisión adoptada en 1859 de renombrar el entonces pueblo de Purépero como «Villa de Echáiz», en memoria del congresista Mateo Echáiz.

## Geografía
Purépero de Echáiz se encuentra en la ubicación 19°54′59″N 102°0′14″O / 19.91639, -102.00389, a una altitud de 2007 m s. n. m.
Su clima es templado, con temperaturas que varían a lo largo del año entre los 4 °C a 28 °C. Según la clasificación climática de Köppen el clima de Purépero de Echáiz corresponde a la categoría Cwb, (clima templado subhúmedo de montaña).

## Demografía
Según los datos registrados en el censo de 2020, la localidad cuenta con 13 821 habitantes, lo que representa un decrecimiento promedio de -0.03 % anual en el período 2010-2020 sobre la base de los 13 856 habitantes registrados en el censo anterior. Ocupa una superficie de 7.97 km², lo que determina al año 2020 una densidad de 1734 hab/km².
La población de Purépero de Echáiz está mayoritariamente alfabetizada (3.93 % de personas mayores de 15 años analfabetas, según relevamiento del año 2020), con un grado de escolaridad en torno a los 8 años. Solo el 0.53 % se reconoce como indígena. El 85.6 % de los habitantes de Purépero de Echáiz profesa la religión católica.
En el año 2010 estaba clasificada como una localidad de grado bajo de vulnerabilidad social. Según el relevamiento realizado, 6149 personas de 15 años o más no habían completado la educación básica —carencia conocida como rezago educativo—, y 5361 personas no disponían de acceso a la salud.

### Población de Purépero de Echáiz 1900-2020
| Gráfica de evolución demográfica de Purépero de Echáiz entre 1900 y 2020                          |
|                                                                                                   |
| Población de los censos del Instituto Nacional de Estadística y Geografía (INEGI) de 1910 a 2020. |

## Sitios de interés y festividades
Por su valor patrimonial histórico se preservan:
- Edificio de la Presidencia Municipal, mandado construir en 1888 por don Mariano Jiménez.
- Templo parroquial dedicado a San Juan Bautista de estilo neoclasicismo. Erigida parroquia en el año de 1853. De adobe con torre de cantera morada concluida en el año de 1850.
- Iglesia de la Inmaculada.

Anualmente se conmemoran con festividades populares:
- Día de San Juan, patrono de la localidad, el día 24 de junio. Único día donde se presentan las tradicionales danzas: «danza de panaderos» y «danza de reboceras», representando los dos los antiguos oficios que tuvo y tiene la localidad.
- Día de San Isidro, el 15 de mayo,  con el tradicional desfile de yuntas florida, cabalgata por la Asociación de Charros y los tractores decorados de flores de papel. Piden el buen temporal arrojando maíz desgranado a los observadores.
- Día de Santa Cecilia, el 22 de noviembre, con las lúcidas mojigangas de cartón y carrizo y las tradicionales serenatas de los Mariachis de la población.